# Cipro britannica
Cipro fu un territorio sotto il controllo del Regno Unito comprendente l'intera isola di Cipro, amministrato dal 1878 al 1914 come protettorato dell'Impero britannico, annesso unilateralmente con occupazione militare, dal 1914 al 1922 e divenuto colonia della corona britannica dal 1922 al 1960, anno in cui divenne uno Stato indipendente col nome di Repubblica di Cipro. Il Regno Unito ha mantenuto il controllo su Akrotiri e Dhekelia, due territori d'oltremare britannici ove sono poste delle basi militari.

## Storia

### Formazione
Cipro fu un territorio sotto il controllo dell'Impero ottomano dopo che esso lo aveva strappato alla Repubblica di Venezia nel 1570-71. Nell'ultimo periodo di dominazione ottomana faceva parte del vilayet dell'Arcipelago,
In seguito alla guerra russo-turca fu stabilito, con la Convenzione di Cipro del 4 giugno 1878, un protettorato britannico su Cipro sotto sovranità nominale ottomana, dato che i britannici durante la guerra avevano occupato l'isola come conseguenza delle azioni dell'Impero ottomano durante il conflitto. Cipro venne poi proclamato protettorato britannico e informalmente incorporato nell'Impero britannico. Questa situazione rimase invariata sino al 5 novembre 1914 quando, a causa dell'unione dell'Impero ottomano con gli Imperi centrali e alla conseguente entrata dello stesso nella prima guerra mondiale, il Regno Unito dichiarò l'annessione di Cipro all'Impero britannico, anche se sotto lo status di amministrazione militare. La colonia della corona britannica fu proclamata un decennio più tardi, nel 1925, dopo che l'annessione britannica di Cipro venne ratificata due volte, prima con il trattato di Sèvres nel 1920, e poi nuovamente con il trattato di Losanna nel 1923.

### Proposta di unione con la Grecia
Il re Paolo di Grecia nel 1948 dichiarò che Cipro desiderava unirsi alla Grecia. Nel 1950 la Chiesa ortodossa di Cipro presentò i risultati di un referendum informale, secondo il quale circa il 97% della popolazione greco-cipriota desiderava l'enōsis.

### Emergenza di Cipro
Il rifiuto inglese di concedere l'enōsis provocò un crescendo di manifestazioni e attentati in tutta l'isola, complessivamente definiti come l'emergenza di Cipro. Protagonista della guerriglia, durata dal 1955 al 1959, fu il gruppo paramilitare greco-cipriota EOKA, il cui scopo era l'espulsione violenta dei britannici da Cipro per permettere la sua unificazione con la Grecia.

### L'indipendenza
Firmato il 19 febbraio 1959, il trattato di Zurigo e Londra fece partire il processo per la nascita di Cipro indipendente. Il Regno Unito garantì indipendenza a Cipro il 16 agosto 1960, con la nascita della Repubblica di Cipro. L'arcivescovo ortodosso Makarios III, leader religioso e politico, venne eletto come primo presidente dell'isola. Come parte dell'accordo d'indipendenza, il Regno Unito mantenne il possesso delle due basi militari di Akrotiri e Dhekelia come suoi territori d'oltremare britannici.